# 小行星7354
小行星7354（英語：7354 Ishiguro）是一颗围绕太阳公转的小行星。1995年1月27日，小林隆男在大泉町发现了此天体。
这颗小行星的绝对星等为100.3184887669305等。